# Wenzel Matiaske
Wenzel Matiaske (* 3. Juli 1958 in Iserlohn) ist ein deutscher Sozial- und Wirtschaftswissenschaftler und Professor für Betriebswirtschaftslehre.

## Leben und Wirken
Nach dem Abitur studierte Matiaske von 1980 bis 1984 Soziologie, Politologie und Volkswirtschaftslehre an der Philipps-Universität Marburg mit dem Abschluss als Diplom-Soziologe. Von 1985 bis 1986 studierte er Verwaltungswissenschaft an der Hochschule für Verwaltungswissenschaften Speyer mit dem Abschluss Mag. rer. publ. (Magister der Verwaltungswissenschaften). Nach Assistententätigkeiten in Paderborn, Mainz und Berlin und nach Promotion (1991 Paderborn) und Habilitation (1999 Berlin) wurde er 2000 auf eine Professur für Allgemeine Betriebswirtschaftslehre, insb. Personal und Organisation, an die Universität Flensburg berufen. Seit 2008 lehrt er als Professor für Betriebswirtschaftslehre, insbesondere Leadership and Labour Relations, an der Helmut-Schmidt-Universität in Hamburg.
Matiaske ist ständiger Dozent am Inter University Center in Dubrovnik und Mitherausgeber der Zeitschriften Industrielle Beziehungen und Management Revue.
Als Research Fellow kooperiert er mit dem Sozio-ökonomischen Panel am Deutschen Institut für Wirtschaftsforschung (DIW).

## Schriften (Auswahl)
- Wertorientierungen und Fuhrungssituation. Eine Feldstudie zum Führungsstil leitender Angestellter. Lang, Bern 1992
- Statistische Datenanalyse mit Mikrocomputern. Eine Einführung in P-STAT und SPSS. 2. erw. Auflage, Oldenbourg, München 1996
- Soziales Kapital in Organisationen. Eine tauschtheoretische Studie. Hampp, München/Mering 1999
- (Hrsg. mit T. Mellewigt und F. A. Stein) Empirische Entscheidungs- und Organisationsforschung. Ansätze, Befunde, Methoden. Physica, Heidelberg 2000, 2. Auflage Springer, Berlin 2013
- (Hrsg. mit D. Holtmann) Leistungsvergütung im Öffentlichen Dienst. München/Mering. Hampp 2007